# João de Toledo
João de Toledo, O. Cist. (em inglês:  John of Tollet, nascido em data incerta na Inglaterra - San Germano, 13 de julho de 1275) foi um cardeal inglês, Deão do Sagrado Colégio dos Cardeais.

## Biografia
Ele também é listado como John The Englishman e Giovanni da Toledo, e seu último nome como Tollet, Toletus e Toleto. Por causa da cor de seu hábito religioso branco, ele foi chamado Cardinalis Albus.
Estudou medicina em Toledo. Entrou na Ordem de Cister e tornou-se Magister em teologia e doctor decretorum. Como Abade de L'Epau, no condado de Maine, foi a Roma a negócios da ordem, ficando na cidade e tornando-se médico pessoal do Papa Inocêncio IV.
Foi criado cardeal-presbítero no consistório de 28 de maio de 1244, recebendo o título de São Lourenço em Lucina. Ele incentivou a canonização de Edmundo de Abingdon, arcebispo de Canterbury, que morreu em 1240 e foi elevado aos altares em 1246. Foi mediador entre o Papa Inocêncio IV e o rei de Inglaterra. Participou do Primeiro Concílio de Lyon (1245). Fundador do convento de freiras de Santa Giuliana, Perugia. Tornou-se cardeal-protopresbítero em 1254. Ele representava os interesses ingleses na corte papal, em 1261, apoiando o rei Henrique III da Inglaterra em sua luta contra a dominação dos barões. Quando Ricardo da Cornualha, irmão do rei Henrique III, tornou-se "Rei dos Romanos" (soberano alemão), o cardeal exerceu a sua influência para fazê-lo eleito para um cargo senatorial em Roma.
Passa para a ordem dos cardeais-bispos e recebe a sé suburbicária de Cardeal-bispo de Porto e Santa Rufina, em 1262. Nomeado Decano do Colégio dos Cardeais, em 1273, nomeado Vigário de Roma, em 1274. Protetor da Ordem do Cister, ele incentivou a criação de escolas de teologia em cada província da ordem. Ele fundou mosteiros em Roma, Perugia e Viterbo.
Ele foi o autor de renome de vários tratados médicos e assuntos relacionados, entre eles Liber de conservanda (corporis) sanitate (também chamado de Liber de regimine sanitatis), Littera de toto magisterio, um trabalho em alquimia e química, mais do que de medicina, De aqua gloriosa benedicta, sobre certa água balsâmica que curou várias aflições com apenas algumas gotas, Epistola insignis ad nauseam, que foi perdido, alguns versos satíricos sobre a eleição papal de 1268 e a pessoa do Papa Gregório X e, finalmente, ele foi o autor de uma profecia sobre a visita de Carlo d'Anjou para a Península Itálica e as trágicas consequências que traria para a Igreja e para o império.
Como o cardeal participou do conclave realizado em Viterbo, após a morte do Papa Clemente IV, que durou quase três anos, e terminou com a nomeação do Papa Gregório X, depois que os habitantes tinham fechado os cardeais dentro do Palácio dos Papas murando as portas, racionando alimentos e, finalmente, começaram a desmontar o telhado, seguindo a sugestão dada ironicamente pelo mesmo João de Toledo: "Destelhamos, senhores, uma vez que o Espírito Santo não pode penetrar a tais telhas de cobre". Ele também é famoso por sua piada ao aconselhar colegas cardeais para escolher um novo papa "jogando dados".
Morreu em 13 de julho de 1275, em San Germano, depois de ter vivido pelo menos 60 anos em solo pontifício.

## Conclaves
- Eleição papal de 1254 - participou da eleição do Papa Alexandre IV
- Eleição papal de 1261 - participou da eleição do Papa Urbano IV
- Eleição papal de 1264–1265 - participou da eleição do Papa Clemente IV
- Eleição papal de 1268–1271 - participou da eleição do Papa Gregório X